# アレクサンドル・ファジェーエフ

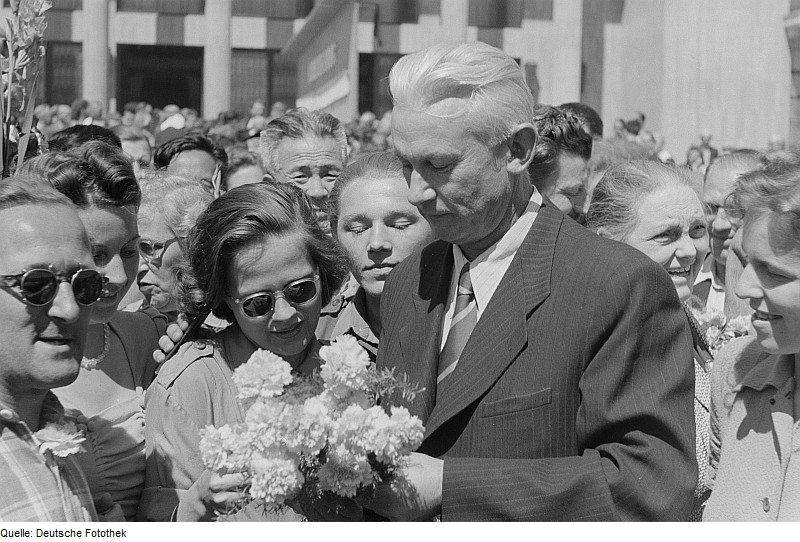
ファジェーエフ、1952年、ベルリン

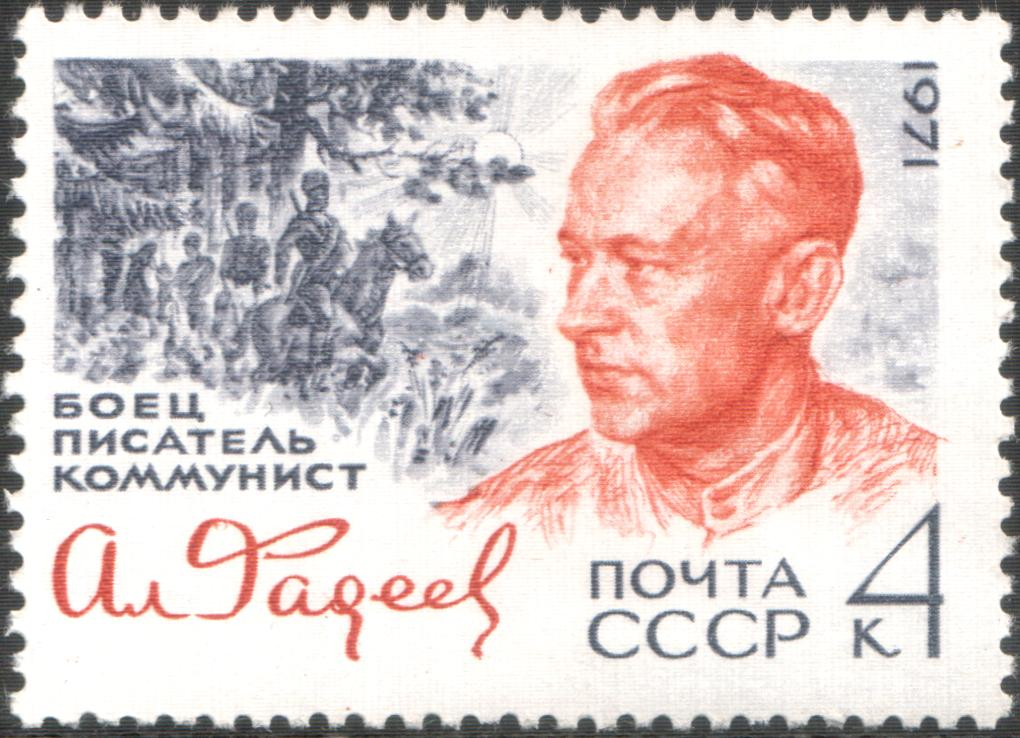
ファジェーエフを描いたソ連の郵便切手、1971年

アレクサンドル・アレクサンドロヴィッチ・ファジェーエフ（ロシア語: Александр Александрович Фадеев, ラテン文字転写: Aleksandr Aleksandrovich Fadeev, 1901年12月11日 - 1956年5月13日）は、ソビエト政権時代のロシアの作家である。社会主義リアリズムの立場に立って創作した。

## 来歴
ロシア極東に育ち、ウラジオストク商業学校に学ぶ。ロシア革命の後の内戦の時期に赤軍に参加し、パルチザンとして戦った。その経験を生かして、1923年に「氾濫」「流れに抗して」を書き、作家としてのキャリアを始めた。その後、1927年に発表された「壊滅」が評判を呼び、ファジェーエフも新しい革命文学の書き手として注目された。
ファジェーエフはソ連共産党の文学部門の中心的な存在で1939年には党の中央委員となり、マクシム・ゴーリキー死後のソ連文壇の有力者となった。戦後にはソ連作家同盟の書記長をつとめ、社会主義リアリズムの方向を推進した。この時期には、ドイツ占領下の抵抗組織を描いた「若き親衛隊」を発表し、1946年にはスターリン賞を受賞した。にもかかわらずこの作品は、1947年に『プラウダ』によって、抵抗組織に対する党のかかわりの描き方が不十分だと批判を受けた。ファジェーエフは、そのためかこの作品を改作して1951年にあらためて世に問うた。
1949年10月1日、北京・天安門で中華人民共和国の成立を毛沢東が宣言した開国式典に唯一の外国代表団としてソ連代表団長を務め、参加した。[2]（李慎之「風雨蒼黄五十年ー国慶夜独語」、1999年10月1日記）
1956年、ニキータ・フルシチョフによるスターリン批判はファジェーエフに衝撃をあたえ、ファジェーエフは5月13日に自殺した。

## 日本語訳
- 『壊滅』蔵原惟人訳、南宋書院 1929年3月 世界社會主義文學叢書第7篇、月曜書房 1946年9月 ソヴーエト名作叢書、青木文庫 1952年11月、岩波文庫 1960年、など多数[1]、原題"Разгром"
  - 『壊滅・氾濫』蔵原惟人・山村房次訳、新日本出版社 1966年 世界革命文学選第30巻[1]
- 『ウゲデ族の最後の者』杉三郎・外村史郎訳、三笠書房 1935年7月 現代ソヴェト文學全集第4巻[1]
- 『若き親衛隊』中島學自訳 廿世紀文學研究會 1950年、黒田辰男訳 青木文庫 1953年[1]、原題"Молодая гвардия" 1946年